# Theosebios
Theosebios (altgriechisch Θεοσέβιος; 5. Jahrhundert n. Chr.) war ein spätantiker neuplatonischer Philosoph, der Schüler des Hierokles in Alexandria war und dort wahrscheinlich auch Vorlesungen hielt. Er ist lediglich im fragmentarisch erhaltenen Werk des Damaskios Das Leben des Isidoros erwähnt.

## Leben
Theosebios besaß laut Damaskios die Fähigkeit, den Menschen direkt ins Herz zu schauen. Er hatte ein zorniges Temperament und wollte nichts unerledigt lassen, was er einmal angefangen hatte. In seiner Jugend sei er häufig von sexuellen Begierden angefallen worden, die von außen sowie von innen kamen. Mit einem Talisman, einem Ring, habe er deren Kraft abwehren können.
Als Theosebios’ Ehe kinderlos blieb, nahm er an, seine Frau sei von einem Dämon besessen, den Hierokles erfolglos auszutreiben versuchte. Daraufhin habe Theosebios einen Exorzismus veranstaltet und den Dämon bei den Strahlen des Helios und dem Gott der Hebräer beschworen. Der Dämon rief aus: er scheue die Götter, schäme sich aber auch vor Theosebios. Als sich weiterhin keine Kinder einstellten, gab er der Frau den Ehering zurück. Sie solle ihn als Siegel der Keuschheit behalten und einen anderen Mann heiraten, falls sie wollte. Doch die Gattin blieb bei ihm bis zum Ende ihres Lebens.

## Philosophie
Theosebios war Schüler des Hierokles von Alexandria und schrieb zwei Vorlesungen zum Platonischen Dialog Gorgias mit. Als er Unterschiede bemerkte, sprach er Hierokles darauf an. Dieser erklärte ihm, die Worte von Sokrates seien wie Würfel: wie immer sie fallen, sie fallen nie um.
Theosebios behauptete, die Seele besitze einen lichtartigen Leib, sei wie ein Stern beschaffen und ewig. Sie sei in unserem Körper eingeschlossen, bei einigen im Kopf, bei anderen in der rechten Schulter. In seinen Vorlesungen, aber auch in seinen Schriften, hielt er sich an Epiktet, fügte aber eigene Gedanken hinzu, um die Schüler zu einem besseren Leben zu bewegen, so dass man ihn den „Epiktet seiner Zeit“ nannte. Dennoch hing Theosebios nicht der Stoa an, sondern Platon, den er bewunderte. Er verfasste auch ein Büchlein über dessen Politeia, worin er angebliche Bemerkungen Platons zu den Chaldäischen Orakeln referierte. Insgesamt beschäftigte er sich vor allem mit der Ethik, war aber eher praktisch als theoretisch veranlagt. Doch sein Leben war kein beschauliches, sondern ein tatkräftiges, wenn auch nicht in einem öffentlichen Amt.